# Stenogrammitis hellwigii
Stenogrammitis hellwigii là một loài dương xỉ trong họ Polypodiaceae. Loài này được Mickel & Beitel Labiak mô tả khoa học đầu tiên năm 2011.